# Ronchi Valsugana
Ronchi Valsugana (im Trentiner Dialekt: i Ronchi, deutsch veraltet: Raut oder Rautberg) ist eine italienische Gemeinde des Trentino in der autonomen Region Trentino-Südtirol mit 451 Einwohnern (Stand am 31. Dezember 2023). Die Gemeinde liegt etwa 24 Kilometer östlich von Trient und gehört zur Talgemeinschaft Comunità Valsugana e Tesino.

## Geschichte
Im Konstanzer Frieden von 1183 wird die Gegend um Ronchi Valsugana erstmals geschichtlich bekannt. Noch während des ausgehenden Mittelalters ist die Gegend hauptsächlich durch Menschen des deutschen Kulturraums besiedelt, wie die Namen der Bewohner dokumentieren.